# Polymorphanisus hargreavesi
Polymorphanisus hargreavesi is een schietmot uit de familie Hydropsychidae. De soort komt voor in het Afrotropisch gebied.